# Moskovski matematični papirus
Moskovski matematični papirus, imenovan tudi Golemiščevov matematični papirus po njegovem prvem neegipčanskem lastniku, egiptologu Vladimirju Golemiščevu, je starodavni egipčanski matematični papirus, ki vsebuje več problemov iz aritmetike, geometrije in algebre. Goleniščev je papirus kupil leta 1892 ali 1893 v Tebah. Kasneje je papirus prišel v zbirko Puškinovega državnega muzeja lepih umetnosti v Moskvi, kjer je še danes. 
Besedilo  je bilo najverjetneje zapisano v Trinajsti egipčanski dinastiji na podlagi starejšega gradiva, verjetno iz Dvanajste egipčanske dinastije okoli leta 1850 pr. n. št. Dolg je približno 5,5 m in širok od  3,8 in 7,6 cm. Sovjetski orientalist Vasilij Vasiljevič Struve ge je leta 1930  razdelil na 25 problemov z rešitvami. 
Moskovski matematični papirus se običajno omenja skupaj z Rhindovim matematičnim papirusom. Moskovski je starejši od Rhindovega, slednji pa je veliko obsežnejši.

## Problemi iz Moskovskega papirusa
Problemi v Moskovskem papirusu ne sledijo kakšnemu posebnemu vrstnemu redu, rešitve pa vsebujejo mnogo manj podrobnosti kot tiste v Rhindovem. Papirus je znan predvsem po nekaterih geometrijskih problemih. Problema 10 in 14 izračunavata površino oziroma prostornino prisekane piramide. Preostali problemi so povezani z naravo.

### Problemi z deli ladje
Problema 2 in 3 sta povezana z ladijskimi deli. Prvi od njiju izračuna dolžino ladijskega krmila, drugi pa dolžino ladijskega jambora. Slednji bo dolg 1/3 + 1/5 dolžine hloda cedrovine, ki je bil prvotno dolg 30 komolcev.

### Problemi z neznanko (aha)
| P6 | a · M35 |

| P6 | a · M35 |

Problemi z neznanko (aha) vključujejo iskanje neznanih količin (aha, "kup"), če je podana vsota in njenih delov. Štiri tovrstne probleme vsebuje tudi Rhindov matematični papirus. Problemi z neznanko so 1., 19. in 25. problem Moskovskega papirusa. Naloga 19 zahteva, da se izračuna količina, ki se poveča 1+1⁄2 krat in se ji doda 4, da je rezultat enak 10. V sodobnem matematičnem zapisu bi se problem zapisal kot 
{\displaystyle {\frac {3}{2}}x+4=10}. 

### Problemi pefsu
Večina problemov, 10 od 25, je problemov pefsu. Pefsu računa velikost štruc kruha ali jakost piva, proizvedenega iz hekata žita: 
{\displaystyle {\mbox{pefsu}}={\frac {\mbox{število štruc kruha (ali vrčkov piva)}}{\mbox{število hekatov žita}}}}
Višje število pefsu pomeni manjše štruce kruha ali šibkejše pivo. Številka pefsu je omenjena v številnih ponudbah.  

### Problemi baku
Problema 11 in 23 sta problema baku, ki računata produktivnost delavcev. Problem 11 sprašuje, koliko predmetov z dimenzijami 4 krat 4, ustreza 100 predmetom z dimenzijami 5 krat 5. Problem 23 računa produktivnost čevljarja, če mora izrezati in okrasiti sandale.

### Geometrijski problemi
Sedem od petindvajsetih problemov je geometrijskih in segajo od računanja ploščine trikotnikov do iskanja površine poloble (problem 10) in iskanja prostornine prisekane piramide.

## Geometrijska problema

### Problem št. 10
10. problem Moskovskega matematičnega papirusa zahteva izračun površine polkrogle (Struve, Gillings) ali morda površine polvalja (Peet). V nadaljevanju se predpostavlja, da se nanaša na polkrogle. 
Besedilo problema 10 se glasi: "Dobil si (okroglo) košaro z odprtino 4 1/2. Kakšna je njena površina?"  
Vzemi 1/9 od 9, ker je košara polovica jajčne lupine. Če vzameš, da je to enako 1, je ostanek enak 8. Izračunaj 1/9 od 8 in dobiš 2/3 + 1/6 + 1/18. Ostanek od 8 dobiš z odštevanjem 2/3 + 1/6 + 1/18. Rezultat je 7 + 1/9. Z množenjem  7 + 1/9 s 4 + 1/2 dobiš 32, kar je enako površini košare.
Izračun bi se lahko zapisal z naslednjo enačbo: 
{\displaystyle {\text{Površina}}=(((2\times {\text{premer}})\times {\frac {8}{9}})\times {\frac {8}{9}})\times {\text{premer}}={\frac {128}{81}}({\text{premer}})^{2}}
V formuli za računanje površine polkrogle je pisar Moskovskega papirusa uporabil faktor {\displaystyle {\frac {256}{81}}\approx 3,16049}, kar ja približno enako π.

### Problem št. 14
Štirinajsti problem Moskovskega matematičnega papirusa obravnava prostornino prisekane piramide. 
Piramida je prisekana tako, da je zgornja ploskev kvadrat s stranico 2 enoti, spodnja pa kvadrat s stranico 4 enote. Višina meri 6 enot. Izračunana prostornina meri 56 kubičnih enot, kar je pravilno. Besedilo problema se glasi: 
Če vam rečejo, da je prisekana piramida visoka 6, stranici kvadratov pa 4 na dnu in 2 na vrhu, morate kvadrirati 4, kar da 16. Nato morate podvojiti 4, kar da 8. Seštejte 16, 8 in 4, kar da 28. Rezultat se mora pomnožiti z 1/3 od 6, kar da končni rezultat.
Rešitev problema kaže, da so Egipčani poznali pravilno formulo za izračun prostornine prisekane piramide: 
{\displaystyle V={\frac {1}{3}}h(a^{2}+ab+b^{2})}
V kateri sta {\displaystyle a} in {\displaystyle b} dolžini spodnje iz zgornje stranice prisekane piramide, {\displaystyle h} pa njena višina. 
Raziskovalci ugibajo, kako so Egipčani prišli do formule za prostornino prisekane piramide, ker  izpeljava formule v papirusu ni navedena.

## Povzetek
Richard J. Gillings je površno povzel vsebino papirusa, ki je prikazana v naslednji preglednici. Zapis {\displaystyle {\bar {4}}}
pomeni enotski ulomek s števcem 4. Enotski ulomki so bili običajen predmet preučevanja staroegipčanske matematike. 
| Št. | Opis |
| --- | --- |
| 1   | Poškodovan in nečitljiv.                                                                                            |
| 2   | Poškodovan in nečitljiv.                                                                                            |
| 3   | Jambor iz cedrovine.{\displaystyle {\bar {3}}\;{\bar {5}}} of {\displaystyle 30=16}. Nejasen.                       |
| 4   | Ploščina trikotnika. {\displaystyle {\bar {2}}} od {\displaystyle 4\times 10=20}.                                   |
| 5   | Pefsu štruc kruha. Enak problemu št. 8.                                                                             |
| 6   | Ploščina pravokotnika {\displaystyle =12,b={\bar {2}}\;{\bar {4}}l}. Najdi{\displaystyle l} in {\displaystyle b}.   |
| 7   | Ploščina trikotnika {\displaystyle =20,h=2\;{\bar {2}}b}. Najdi {\displaystyle h} in {\displaystyle b}.             |
| 8   | Pefsu štruc in kruha.                                                                                               |
| 9   | Pefsu štruc in kruha.                                                                                               |
| 10  | Ploščina ukrivljene površine in polkrogle (ali valja).                                                              |
| 11  | Štruce in košara. Nejasen.                                                                                          |
| 12  | Pefsu piva. Nejasen.                                                                                                |
| 13  | Pefsu štruc in piva. Enak kot št. 9.                                                                                |
| 14  | Prostornina prisekane piramide. {\displaystyle V=(h/3)(a^{2}+ab+b^{2})}.                                            |
| 15  | Fefsu piva. |
| 16  | Fefsu piva. Podoben št. 15.                                                                                         |
| 17  | Ploščina trikotnika {\displaystyle =20,b=({\bar {3}}\;{\bar {15}})h}. Najdi {\displaystyle h} in {\displaystyle b}. |
| 18  | Merjenje blaga v komolcih.Nejasen.                                                                                  |
| 19  | Reši enačbo {\displaystyle 1\;{\bar {2}}x+4=10}. Jasen.                                                             |
| 20  | Pefsu 1000 štruc. Ulomki Horovega očesa.                                                                            |
| 21  | Mesenje posvečenega kruha.                                                                                          |
| 22  | Pefsu štruc in piva. Zamenjava.                                                                                     |
| 23  | Računanje dela čevljarja. Nejasen in zelo težak.                                                                    |
| 24  | Zamenjava štruc in piva.                                                                                            |
| 25  | Reševanje enačbe {\displaystyle 2x+x=9}. Elementaren in jasen.                                                      |

### Celotno besedilo Moskovskega matematičnega papirusa
- Struve, Vasilij Vasil'evič, Boris Turaev. 1930. Mathematischer Papyrus des Staatlichen Museums der Schönen Künste in Moskau. Quellen und Studien zur Geschichte der Mathematik; Abteilung A: Quellen 1. Berlin: J. Springer

### Drugi viri
- Allen, Don.  April 2001.  The Moscow Papyrus Arhivirano 2018-03-27 na Wayback Machine. and Summary of Egyptian Mathematics Arhivirano 2001-05-27 na Wayback Machine..
- Annette Imhausen, Ägyptische Algorithmen. Eine Untersuchung zu den mittelägyptischen mathematischen Aufgabentexten, Wiesbaden 2003.
- Mathpages.com.  The Prismoidal Formula.
- O'Connor and Robertson, 2000. Mathematics in Egyptian Papyri.
- Truman State University, Math and Computer Science Division.  Mathematics and the Liberal Arts: Ancient Egypt and The Moscow Mathematical Papyrus.
- Williams, Scott W. Mathematicians of the African Diaspora, containing a page on Egyptian Mathematics Papyri.
- Zahrt, Kim R. W. Thoughts on Ancient Egyptian Mathematics Arhivirano 2011-09-27 na Wayback Machine..